# ليساندرو مارتينيز
ليساندرو مارتينيز (بالإسبانية: Lisandro Martínez؛ مواليد 18 يناير 1998) لاعب كرة قدم أرجنتيني يلعب في مركز قلب الدفاع مع نادي مانشستر يونايتد في الدوري الإنجليزي الممتاز و‌منتخب الأرجنتين.
بدأت مسيرته في الأرجنتين مع نادي نيولز أولد بويز قبل أن ينتقل إلى ديفنسا خوستيكا عام 2017. وانتقل إلى أياكس أمستردام الهولندي عام 2019 حيث شارك في 120 مباراة على مدى ثلاث مواسم فاز فيها بالدوري الهولندي الممتاز مرتين وبكأس هولندا مرة واحدة. وتوج بجائزة لاعب العام في أياكس في موسم 2021–22. وانضم إلى مانشستر يونايتد في صيف 2022.
لعب مارتينيز أول مباراة له مع منتخب الأرجنتين في مارس 2019. وكان ضمن التشكيلتين اللتين تُوجهتا ببطولتي كوبا أمريكا 2021 و‌فيناليسيما 2022.

## الإنجازات
أياكس أمستردام
- الدوري الهولندي الممتاز: 2020–21، 2021–22
- كأس هولندا: 2020–21
- كأس السوبر الهولندي: 2019

مانشستر يونايتد
- كأس الاتحاد الانجليزي: 2024
- كأس الرابطة الانجليزية: 2023

الأرجنتين
- كأس العالم: 2022[6]
- كوبا أمريكا: 2021[7]
- كأس الأبطال كونميبول–يويفا: 2022[8]

الفردية
- لاعب العام في أياكس أمستردام: 2021–22[9]

## وصلات خارجية
- ليساندرو مارتينيز على موقع الاتحاد الأوربي (الإنجليزية)
- ليساندرو مارتينيز على موقع قاعدة بيانات كرة القدم.إي يو (الإنجليزية)
- ليساندرو مارتينيز على موقع ليكيب (الفرنسية)
- ليساندرو مارتينيز على موقع ناشيونال فوتبول تيمز (الإنجليزية)
- ليساندرو مارتينيز على موقع Soccerbase.com (لاعب) (الإنجليزية)
- ليساندرو مارتينيز على موقع Soccerway.com (الإنجليزية)
- ليساندرو مارتينيز على موقع عالم كرة القدم.نت (الإنجليزية)